# Exilregering
En exilregering är en regering i exil, som i strid med folkrätten eller i klar strid med den allmänna opinionen i det internationella samfundet tvingats lämna sin reguljära huvudstad och etablera sig på annat ställe i landet, eller vanligare: utomlands. Ett exempel på en exilregering är då Norge var ockuperat av Tyskland åren 1940-1945. Norge styrdes då av Vidkun Quisling, medan Norges kungahus och folkvalda regering befann sig i exil i Storbritannien och förberedde sig att återta makten då man väntade att de tyska styrkorna skulle köras ut ur Norge av de allierade.
Ett annat exempel på exilregering är det andra Tjetjenienkriget som bröt ut år 1999 och den tjetjenska regeringen tvingades styra från ett annat land. Umar Chanbiev är hälsominister och huvudrepresentant för Aslan Maschadov, som är den förre tjetjenske presidenten.
Umar Chanbiev har varit på besök i Sverige och då var han med i seminariet som hette ”Tjetjenien – vägar till fred”. Då sade han att Maschadov är redo för fredsförhandlingar när Rysslands dåvarande president Vladimir Putin också är redo för det. Chanbiev tycker också att det krävs en medverkan som är internationell. Han säger att de (Tjetjenien) skulle vara nöjda med EU, men det hade varit ännu bättre om FN, OSSE och EU medverkade.
Ännu ett exempel på exilregering är Dalai Lama. 1959 spreds ett rykte i Lhasa om att kineserna tänkte kidnappa honom. För att skydda Dalai Lama ockuperade tibetanerna under flera dagar Norbulingka, som är Dalai Lamas sommarplats och ligger lite utanför Lhasas centrum. Natten mellan den 10 och 11 mars 1959 flydde Dalai Lama till Indien.  Han stannade i Dharamsala och förlade där Centrala tibetanska administrationen för att påverka Tibets politik därifrån.